# فتاة المتجر
فتاة المتجر (La Demoiselle de Magasin) هي لوحة للفنان جيمس تيسو من مجموعة معرض الفن في أونتاريو. تصوّر اللوحة فتاة شابة تقف خارج متجر لبيع الأشرطة والفساتين. تحمل في إحدى يديها رزمة ملفوفة من المواد المشتراة حديثاً، بيدها الأخرى تفتح باب المتجر ليغادره أحد المتفرجين. المتجر مليئ بأكوام الأشرطة. من نافذة المحل يبدو مشهد شارعٍ باريسي نشط. كما يظهر رجل جيد الهندام يطالع من خلال النافذة لتستقبله فتاة أخرى من داخل المتجر.
رسم جيمس تيسو الصورة بين عامي 1883-1885 باستخدام أسلوبه المميز للأصباغ الجافة وضربات الفرشاة الصغيرة، لا ينتمي هذا الأسلوب للانطباعية بل مجرد خروج عن الفن الأكاديمي. وهو يعكس بعض اهتمامات تيسو الرئيسية كالعالم المادي للأشياء والملابس من أواخر القرن التاسع عشر. وظّف تيسو في اللوحة تقنيته المفضلة وهي وضع المراقب مباشرة في اللوحة، وتمثّل ذلك في أن فتاة المتجر تفتح الباب لنا. عُرضت اللوحة للمرة الأولى عام 1885 في غاليري تشارلز سيديلماير. وكانت جزءاً من معرض سماه تيسو «خمس عشر لوحة عن نساء باريس». وقد كان ذلك آخر معرض لتيسو قبل أن يتوجه إلى الموضوعات الدينية حيث قضى بقية حياته في رسم مشاهد من الكتاب المقدس. اشترى معرض الفن في أونتاريو هذه اللوحة عام 1968.